# Gribowski G-21
Die Gribowski G-21 (russisch Грибовский Г-21) war ein Flugzeug des sowjetischen Flugzeugkonstrukteurs Wladislaw Konstantinowitsch Gribowski.

## Entwicklung
Der Tiefdecker mit zwei Sitzen in einem geschlossenen Cockpit war von vornherein als Mehrzweckflugzeug entwickelt worden und war das erste seiner Art in der Sowjetunion. Neben dem Einsatz als Sport- und Reisemaschine sollte sie auch als Verbindungs- und Sanitätsflugzeug verwendet werden können. Das Flugzeug absolvierte 1937 seinen Erstflug. Die Zylinder des Sternmotors waren unverkleidet.
Die Maschine bestand aus Holz, wobei die Beplankung mit zur Struktur gehörte. Das Heckradfahrwerk war starr, die Hauptfahrwerksbeine verkleidet. An der Vorderkante des Tragflügels befanden sich automatisch arbeitende Vorflügel, deren Bewegung auf beiden Seiten durch ein Gestänge synchronisiert wurde. Obwohl die Maschine alle Flugtests mit guten Leistungen absolvierte, wurde nur eine Maschine hergestellt, die später als Schulflugzeug genutzt wurde.

## Technische Daten
| Konstrukteur          | Gribowski                                |
| Besatzung             | 1                                        |
| Passagiere            | 2                                        |
| Länge                 | 7,00 m                                   |
| Spannweite            | 11,00 m                                  |
| Flügelfläche          | 14,00 m²                                 |
| Flügelstreckung       | 8,6                                      |
| Leermasse             | 705 kg                                   |
| Startmasse            | maximal 980 kg                           |
| Triebwerk             | ein 5-Zylinder-Sternmotor Schwezow M-11E |
| Leistung              | 110 kW (150 PS)                          |
| Höchstgeschwindigkeit | 220 km/h in Bodennähe                    |
| Steiggeschwindigkeit  | 1000 m in 5,6 min                        |
| Landegeschwindigkeit  | 70 km/h                                  |
| Dienstgipfelhöhe      | 4760 m                                   |
| Reichweite            | 500 km                                   |
| Startrollstrecke      | 80 m                                     |
| Landerollstrecke      | 85 m                                     |